# Acanthocnemidae
Acanthocnemidae zijn een familie van insecten die behoort tot de orde der kevers (Coleoptera).

## Taxonomie
De volgende taxa zijn bij de familie ingedeeld:
- Geslacht Acanthocnemus Perris, 1867[2]
- † Geslacht Acanthocnemoides Zherichin, 1977[3]